# Alceste (Euripide)
Pour les articles homonymes, voir Alceste (homonymie).

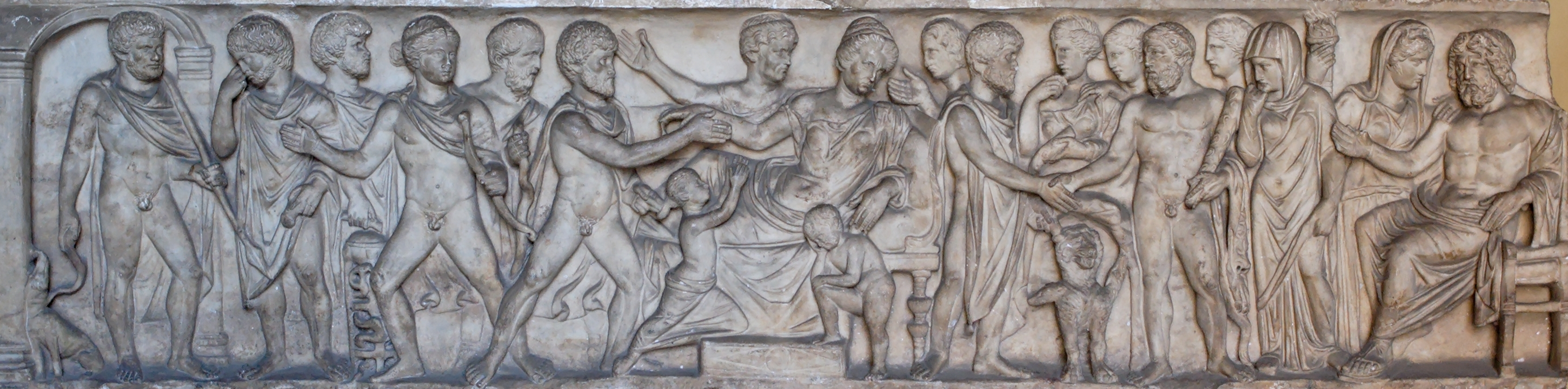
Alceste et Admète représentés sur le sarcophage de C. Junius Euhodus et de Metilia Acte, 161-170 ap. J.-C., Ostie.

Alceste (en grec ancien Ἄλκηστις / Álkêstis) est une pièce de théâtre grecque d'Euripide. Parue en  438 av. J.-C., c'est la plus ancienne pièce d'Euripide qui nous soit parvenue, ce dernier ayant commencé sa carrière de tragédien en 456 av. J.-C.. Présentée comme une tragédie, Alceste se rapproche en réalité du drame satyrique. La pièce constitue le dernier volet d'une tétralogie et repose sur un mythe thessalien.

## Genèse et histoire
La pièce est présentée aux Dionysies de 438 av. J.-C., tout d'abord aux archontes puis au public athéniens, et remporte à cette occasion le deuxième prix, le premier étant allé à Sophocle.

## Résumé

### Personnages
- Admète, roi de Phères ;
- Alceste, son épouse ;
- Apollon, qui préside au prologue.
- Phérès, père d'Admète ;
- Héraclès, héros, fils de Zeus.
- Thanatos, la mort.
- Eumélos, fils d'Admète et Alceste.
- Une servante
- Un serviteur
- Le choeur, composé de vieillards de Phère

### Lieu
La scène est placée devant le palais d'Admète, comme souvent en tragédie grecque.

### Argument
Admète a reçu la visite d'Apollon. Celui-ci avait été puni par Zeus et devait subir un an de servitude chez un mortel. C'est Apollon qui prononce le prologue. Pour remercier Admète, Apollon lui fait don de la vie éternelle, mais il s'agit d'un cadeau empoisonné, car à chaque fois que viendra le moment de sa mort, Admète devra se trouver un remplaçant, qui acceptera de mourir, afin d'envoyer à Hadès l'âme due.
Au cours de la pièce, Admète va donc successivement demander ce sacrifice à ses parents, puis à son épouse Alceste. Seule cette dernière accepte d'offrir sa vie pour lui. Elle lui demande en retour de ne plus regarder aucune femme, et de lui promettre de ne jamais se remarier, ce qu'il fit.
Alors que le palais est en deuil, Héraclès, entre deux travaux, vient y chercher l'hospitalité. Voyant le palais endeuillé, il craint de déranger et demande qui est pleuré. Admète lui ment, lui disant qu'il s'agit d'une femme sans importance, et qu'il peut donc séjourner au palais. Apprenant par la suite la vérité, Héraclès descendra aux Enfers attendre la mort pour récupérer Alceste et la rendre à son mari.